# Tinno Mobile
Tinno Mobile（天瓏移動）は、中華人民共和国の深圳に本社を置くスマホメーカーである。 同社は2005年に設立され、 深圳に本社を置いている。 

## 概要
Tinnoブランドのスマホを製造することは全くない、OEM専業のスマホメーカーである。傘下に中Sugar社（糖果手機）と仏Wiko社を抱えており、これらの自社ブランドでの展開も行っているが、ブランド力は弱く、大手メーカー名義のスマホを供給するOEMがメインである。
日本市場では2017年に「Wiko」ブランドで参入するも、4機種を出しただけで2019年に展開を終了。2019年以降は楽天モバイルにOEM供給を行い、「Rakuten」ブランドで展開している。

## 日本向け製品
- Wiko Mobile[3]
  - g08
  - View
  - Tommy
  - Tommy3 Plus
- トーンモバイル[4]
  - TONE e19
  - TONE e20
- 楽天モバイル
  - Rakuten Mini[5]
  - Rakuten Hand[6]